# مصطفى العلوي (صحفي)
مصطفى العلوي (ولد في فاس في 28 ديسمبر 1936، توفي في الرباط في 28 ديسمبر 2019) كاتب وصحفي مغربي، عرف بلقب عميد الصحفيين المغاربة أو شيخ الصحفيين المغاربة. هو من المؤسسين الأوائل لنقابة الصحفيين المغاربة سنة 1963. أسس وأدار العديد من الجرائد المغربية، آخرها جريدة الأسبوع الصحفي، التي كان يكتب فيها عمودا أسبوعيا بعنوان «الحقيقة الضائعة». تعرض لمضايقات بسبب عمله الصحفي أهمها سجنه بمعتقل دار المقري، سنة 1963، وتعرضه للسجن إثر مقاضاته من طرف وزير الخارجية المغربي السابق محمد بنعيسى سنة 2000.
هو والد حسن العلوي، مدير نشر مجلة Economie & Entreprise الاقتصادية الشهرية.

## حياته
ولد مصطفى العلوي في فاس سنة 1936 وحاز شهادة البكالوريا في العاصمة الرباط. درس في المدرسة المغربية للإدارة وبدأ حياته المهنية في وزارة التربية الوطنية كموظف في مكتب الضبط.
كان لأحمد لخضر غزال، الرئيس السابق لمعهد التعريب المغربي، الفضل في توجيهه لمهنة الصحافة وهو الذي لاحظ مواهبه الإعلامية عبر المقالات التي كان يرسلها للنشر في الصحف الوطنية. انتقل إلى باريس للتدريب في قاعات تحرير كبريات الصحف الفرنسية كلوفيغارو ولوموند وفرانس سوار، بفضل منحة حصل عليها. بعد عودته أصدر أول جريدة أسبوعية ملونة بعنوان «مشاهد أسبوعية».
في 1963 كان من المؤسسين للنقابة الوطنية للصحافة المغربية وكان أول أمين مال منتخب لها.
تعرض خلال مسيرته الإعلامية للعديد من المشاكل والمضايقات، من أبرزها:
- 1963: متابعة قضائية من طرف وزير الداخلية أحمد الحمياني بسب مقال عن اعتقال سياسيين من حزب الاتحاد الوطني للقوات الشعبية.
- 1964: تعرض للاختطاف والاحتجاز القسري بمعتقل دار المقري.
- 2000: حكم عليه بالسجن والتوقيف عن ممارسة مهنة الصحافة لثلاثة أعوام بعد دعوى قذف وتشهير رفعها وزير الخارجة المغربي، آنذاك، محمد بنعيسى، ضد العلوي والصحفي خالد مشبال بعد نشرهما أنباء تشكك في سلامة اقتناء منزل للسفارة المغربية في الولايات المتحدة، عندما كان بنعيسى سفيرا في واشنطن.[7]
- 2003: حوكم بثلاثة أشهر نافذة بعد نشر جريدته لرسالة صادرة عن منظمة إرهابية.
- 2007: حكم عليه بغرامة 200 ألف درهم.[9]

## قائمة الجرائد التي أسسها
أسس مصطفى العلوي طيلة مساره حوالي 15 عنوانا صحفيا، في أغلبها أسبوعية. يرجع هذا العدد الكبير إلى اختياره إنشاء عناوين جديدة عند كل منع أو تضييق أو حكم قضائي كان يصدر بمنع جرائده، وهي بالتالي تعتبر استمرارية لنفس المشروع الصحفي.
| - مشاهد أسبوعية - أخبار الدنيا - دنيا الأأخبار - الدنيا بخير - ستة أيام - أطياف - الكروان | - يومية المساء - بريد المغرب - فلاش ماكزين - الكواليس - تورف - الأسبوع الصحفي والسياسي - الأسبوع - الأسبوع الصحافي |

## مؤلفاته
- الأغلبية الصامتة في المغرب (1970)[8]
- تاريخ دخول الأجانب إلى المغرب (5 أجزاء)
- مذكرات صحافي وثلاثة ملوك (2011).[8]
- الحسن الثاني، الملك المظلوم.
- الصخيرات، المجزرة السيايية